# Touville
Touville is een plaats en voormalige gemeente in het Franse departement Eure (regio Normandië) en telt 134 inwoners (2005). De plaats maakt deel uit van het arrondissement Bernay.

## Geschiedenis
De gemeente is op 1 januari 2018 opgegaan in de commune nouvelle Thénouville die een jaar eerder was ontstaan door de fusie van Bosc-Renoult-en-Roumois en Theillement.

## Geografie
De oppervlakte van Touville bedraagt 3,5 km², de bevolkingsdichtheid is 38,3 inwoners per km².
De onderstaande kaart toont de ligging van Touville met de belangrijkste infrastructuur en aangrenzende gemeenten.

## Demografie
Onderstaande figuur toont het verloop van het inwonertal (bron: INSEE-tellingen).